# Heilige Liga (1684)
De Heilige Liga was een verbond tussen Polen, het Heilige Roomse Rijk, Venetië, Toscane, Rusland en Malta dat gesloten werd in maart 1684.
De formatie van deze alliantie kwam vlak na de Ottomaanse nederlaag bij Wenen van het jaar tevoren tot stand. De Turken van grootvizier Kara Moestafa Pasja belegerden Wenen van 17 juli tot 12 september 1683. De bondgenoten van de Oostenrijkers slaagden er op het laatste moment in Wenen te ontzetten en behaalden aldus een grote overwinning op de Ottomanen. In de roes van de overwinning ontstond, met de zegen van de paus, de Heilige Liga, die tot doel had eindelijk effectief tegen de Ottomanen te kunnen optreden. Door de eeuwen heen hadden de Europese mogendheden altijd grote moeite gehad hun onderlinge rivaliteit te overstijgen.
Deze alliantie boekte verschillende successen, zoals de verovering van Azov in 1696 door Peter de Grote. Het sluitstuk van de Heilige Alliantie kwam op 26 januari 1699, toen deze vrede sloot met het Ottomaanse Rijk. Dit gebeurde in het Verdrag van Karlowitz.
Dit ogenblik vormde het keerpunt in het eeuwenoude conflict tussen de christelijke wereld en het Ottomaanse Rijk, nadat verschillende pogingen tot alliantie tegen dit rijk met onder andere Perzië op niets waren uitgelopen.